# Euphorbia carunculifera
Euphorbia carunculifera ist eine Pflanzenart aus der Gattung Wolfsmilch (Euphorbia) in der Familie der Wolfsmilchgewächse (Euphorbiaceae).

## Beschreibung
Die sukkulente Euphorbia carunculifera bildet Sträucher bis 2,5 Meter Höhe aus, die sich aus der Basis heraus verzweigen und offenbar zweihäusig sind. Die stabförmigen Zweige sind im Neutrieb orange-filzig und verholzen später.
Der männliche Blütenstand besteht aus Cymen, die dicht stehen, fast sitzend sind und endständige Büschel bilden. Bei den weiblichen erscheinen die Cymen in geringerer Anzahl. Die Blütenstandstiele werden etwa 2 Millimeter lang. Die Cyathien sind filzig und werden 4,5 Millimeter groß. Die elliptischen Nektardrüsen sind gelb gefärbt und stehen einzeln. Die eiförmigen Früchte sind drei- oder vierfach stumpf gelappt und werden bis 10 Millimeter lang und 8 Millimeter breit. Sie stehen an einem starken, bis 9 Millimeter langen Stiel und die Oberfläche ist bräunlich-filzig. Der eiförmige Samen wird etwa 4 Millimeter lang und 3 Millimeter breit. Er besitzt eine glatte Oberfläche und ein Anhängsel.

## Verbreitung und Systematik
Euphorbia carunculifera ist in Angola verbreitet.
Die Erstbeschreibung der Art erfolgte 1970 durch Leslie Charles Leach. Ein Synonyme zu dieser Art ist Tirucallia carunculifera (L.C.Leach) P.V.Heath (1996).
Es werden folgende Unterarten unterschieden:
- Euphorbia carunculifera subsp. carunculifera Verbreitung: in trockenen Wüsten im Moçâmedes-Distrikt in Angola
- Euphorbia carunculifera subsp. subfastigiata L.C.Leach (1974); ein Synonym der Unterart ist Tirucallia carunculifera var. fasciata P.V.Heath (1996)
Verbreitung: im Westen Angolas, auf steinigen Hügel in der Nähe des Meeres; im Unterschied zur Stammart ist der Wuchs deutlich aufrechter und baumähnlich, die Blütenstände sind dichter mit Filz besetzt